# Баранець-самітник
Баранець-самітник (Gallinago solitaria) — вид сивкоподібних птахів родини баранцевих (Scolopacidae).

## Поширення
Гніздиться уривчасто в горах Східної Азії, сходу Росії, Казахстану, Киргизстану та Монголії. Деякі птахи ведуть осілий спосіб життя у високих горах або спускаються взимку у долини, але інші є перелітними, зимуючи в північно-східному Ірані, Пакистані, Індії та північній Японії. Середовищем його проживання є болота в горах і долинах над межею дерев, зазвичай від 2400 до 5000 м над рівнем моря.

## Опис
Це великий і важкий бекас довжиною 29-31 см з кремезним тілом і відносно короткими для кулика ногами. Його верхня частина, голова та шия вкриті смугами та візерунком із середньо-коричневими смугами та білястими краями пір'їн, що утворюють лінії вниз по спині. Обличчя білясте. Грудка коричнева, а живіт білий з коричневими смугами на боках. Коричнево-чорний дзьоб довгий, прямий і досить тонкий. Ноги і ступні від жовтувато-оливкових до жовтувато-коричневих.

## Підвиди
- G. s. solitaria Hodgson, 1831 — гніздиться від озера Байкал і північно-східного Казахстану до північно-західного Сіньцзяну та північної Монголії і на південь до Гімалаїв.
- G. s. japonica (Bonaparte, 1856) — гніздиться від північно-східного Китаю до Камчатки.